# كلية القانون (جامعة البصرة)
كلية القانون هي إحدى كليات جامعة البصرة، تأسست عام 1964 باسم كلية الحقوق، وبعد عامين تغير اسمها إلى هيئة القانون والاقتصاد، واستمرت لمدة (7 سنوات) ثم توقفت الدراسة فيها لأسباب مختلفة ولكن أعيد افتتاحها بأسم كلية القانون في عام 1986. وفي عام 2009-2010 تم افتتاح الدراسات العليا في الكلية (الماجستير) لقسمي القانون العام والقانون الخاص وخرجت الكلية أول دفعة من طلبة الماجستير في عام 2011. وتقوم كلية القانون سنوياً بتخريج العشرات من الطلبة الذين يتم الاستفادة منهم في دوائر ومؤسسات الدولة وقطاعاتها المختلفة وفي القطاع الخاص ممن يحملون شهادة البكالوريوس في العلوم القانونية وكذلك الحال بالنسبة لحملة شهادة الماجستير .

## الاحصاءات
| العام الدراسي | الماجستير | الدكتوراه | المجموع |
| ------------- | --------- | --------- | ------- |
| 2019-2018     | 34        | 12        | 46      |
| 2020-2019     | 36        | 13        | 49      |
| 2021-2020     | 35        | 13        | 48      |

## فروع الكلية
تحوي الكلية فرعين هما الفرع العام والفرع الخاص وفيهما العديد من التدريسيين الذين يصنفون ضمن خيرة أساتذة القانون في العراق ويتميزون بالقابلية العالية في أداء واجباتهم في التدريس والبحث العلمي.